# جاكي ميتشيل
جاكي ميتشيل (بالإنجليزية: Jackie Mitchell)‏ هو لاعب كرة القدم الكندية أمريكي، ولد في 30 مايو 1976 في وينستون-سالم في الولايات المتحدة.